# 叢生真蘚
叢生真蘚（学名：Bryum caespiticium）为真蘚科真蘚屬下的一个种。

## 扩展阅读
- 維基物種上的相關：叢生真蘚